# Northam, Western Australia
Northam är en ort i Australien. Den ligger i kommunen Northam och delstaten Western Australia, omkring 84 kilometer nordost om delstatshuvudstaden Perth. Antalet invånare är 5 855.
Runt Northam är det mycket glesbefolkat, med 2 invånare per kvadratkilometer.. Northam är det största samhället i trakten. 
Trakten runt Northam består till största delen av jordbruksmark. Genomsnittlig årsnederbörd är 633 millimeter. Den regnigaste månaden är september, med i genomsnitt 108 mm nederbörd, och den torraste är december, med 13 mm nederbörd.